# مارن پاولن
مارن پاولن (انگلیسی: Miran Pavlin؛ زادهٔ ۸ اکتبر ۱۹۷۱) یک بازیکن فوتبال اهل اسلوونی است.
وی همچنین در تیم ملی فوتبال اسلوونی بازی کرده‌است.